# Domek nad jeziorem
Domek nad jeziorem – amerykański film fabularny z 2000 roku w reżyserii Po-Chih Leonga.
Film był kręcony w Vancouver.

## Fabuła
Stanley jest scenarzystą, mieszkającym samotnie w domku nad jeziorem, niedaleko Los Angeles. Właśnie pracuje nad scenariuszem do kolejnego filmu. Chcąc mieć pewność, że jego opowieść będzie wiarygodna, realizuje swoje pomysły w praktyce. Zdołał już uprowadzić i zamordować kilka dziewcząt. Gdy przy kolejnym rozdziale wyobraźnia znów go zawodzi, Stanley postanawia porwać kolejną kobietę, Mallory. Nie udaje się mu jej zabić. Niedoszła ofiara mordercy pomaga policji w śledztwie.

## Obsada
- Judd Nelson jako Stanley
- Hedy Burress jako Mallory
- Michael Weatherly jako Boone
- Cam Cronin jako Clayton
- Katrina Matthews jako Blondynka
- Daniella Evangelista jako Kimberly
- Mar Andersons jako Blake
- Jennifer Carmichael jako Tiffany

i inni